# André Fribourg-Blanc
 (octobre 2015).
Si vous disposez d'ouvrages ou d'articles de référence ou si vous connaissez des sites web de qualité traitant du thème abordé ici, merci de compléter l'article en donnant les références utiles à sa vérifiabilité et en les liant à la section « Notes et références ».
André Fribourg-Blanc, né à Grenoble le 17 mars 1888 et mort le 13 janvier 1963 dans la même ville, est un médecin général neuropsychiatre.

## Biographie
Il fréquente à Grenoble le lycée Champollion puis prépare médecine et accomplit son service militaire dans la même ville. Il entre ensuite à l’École du service de santé militaire de Lyon en 1909, où il soutient sa thèse de médecine intitulée « Étude de l’enfance coupable ». Il fait son stage d’application à l'hôpital militaire du Val-de-Grâce en 1913.
Il prend son premier poste de médecin militaire. Sur sa demande, il est envoyé au Maroc en 1914. Dès son arrivée, il entreprend la vaccination intensive des populations contre la typhoïde, ce qui lui vaut la médaille d'honneur des épidémies en 1919. Il participe aux opérations de la région de Taza, et reçoit sa première citation.
La Première Guerre mondiale le ramène en France comme médecin-chef de bataillon. Il est blessé pour la première fois dès les premiers combats d’août 1914, puis une deuxième fois lors de la première bataille de la Marne. Cela lui vaut sa deuxième citation et la Légion d’honneur à 26 ans.
Affecté à la direction du Service de santé du 32e corps d’armée, il est chargé d’assurer la logistique des postes de secours et met en place une organisation efficace de triage et d’évacuation des blessés. Il prend part aux grandes batailles de Flandre, d’Argonne, de Champagne, de Verdun. À chaque fois, il réorganise les postes de secours et les liaisons vers l’arrière. Il est blessé une troisième fois en 1916. Malgré cela, il obtient d’être de nouveau médecin-chef de bataillon. Promu au grade de médecin capitaine, il reste à son poste malgré les souhaits de sa hiérarchie de le réintégrer à la DSS. Il retourne en Champagne, pour la 2e bataille de l’Aisne et encore à Verdun. Atteint gravement pour la quatrième fois à Douaumont, en 1917, il reçoit sa sixième citation.
Après une longue convalescence, il est affecté à Paris, comme chef du bureau des évacuations. Il met en place une nouvelle organisation, visant à soigner les blessés le plus vite possible. Cela permet de conserver les effectifs, problème crucial en cette période du conflit, où la pénurie en hommes se fait sentir.
En juillet 1919, il participe à la Mission militaire française en Pologne. Il entreprend une action diplomatique qui se concrétise par la création du Comité médical franco-polonais[réf. souhaitée]. Lors de l’invasion bolchevik d’août 1920, il participe aux opérations comme conseiller. Il est promu officier de la Légion d’honneur et reçoit par la suite quatre décorations polonaises.
Rentré définitivement à Paris en novembre 1920, en 1921, il est le représentant de la médecine militaire française au congrès franco-polonais de Varsovie. Il se perfectionne en psychiatrie, à la faculté de Paris et dans les hôpitaux parisiens et obtient plusieurs diplômes de spécialiste ce qui lui permet de rentrer comme médecin traitant au service de neuropsychiatrie de l’hôpital du Val-de-Grâce. Il devient professeur agrégé à la chaire de neuropsychiatrie en juin 1923 et commence son enseignement. Il est membre de la Société de médecine militaire, puis de la Société médicale des hôpitaux de Paris.
En 1925, il prend la tête du service de neuropsychiatrie. La chaire d’expertises médicales est fusionnée à la sienne, ainsi que celle d’administration militaire. Simultanément il est chargé de conférences en législation militaire, à l’Institut médico-légal de Paris. Il est promu au grade de médecin commandant en 1928. Il fait paraître des publications dans La Presse médicale et le Concours médical. Il est récompensé pour son travail sur « L’hystérie dans l’armée »[réf. souhaitée], puis par le prix Larrey de l’Académie des sciences pour son travail sur La Folie et la guerre de 1914 - 1918 (Librairie Alcan - 1929).
Il est promu médecin lieutenant-colonel en juin 1932. Il est admis comme membre dans quatre sociétés savantes dont la Société de médecine de France, dont il devient secrétaire en 1931 et la Société de neurologie de Paris. Il communique les résultats de ses travaux sur des sujets de synthèse : l'hystérie, la malariathérapie, les psychonévroses de guerre, la sélection des recrues, etc. Il est récompensé trois fois par la médaille du ministère de la Guerre et décoré des Palmes académiques[réf. souhaitée].
En 1935, il est nommé directeur de l’hôpital Bégin à Vincennes. Il exerce là, un travail essentiellement administratif. Il peut cependant poursuivre ses travaux et participer encore à quelques congrès. Il obtient le grade de médecin colonel en 1936.
En 1938, il est nommé à la direction de la 18e région militaire, à Bordeaux, ce qui l’éloigne définitivement de la médecine militaire, ses responsabilités portant désormais sur les problèmes d’organisation générale. Il rédige un article proposant une nouvelle organisation et un nouveau fonctionnement du service de neuropsychiatrie en temps de guerre (Revue du SSM - février 1940). Il est promu à la distinction de commandeur de la Légion d’honneur, en juillet 1939.
A l’approche de la Seconde Guerre mondiale, il est nommé directeur du service de santé du 4e corps d'armée. Au cours des combats de mai 1940, il reçoit la Croix de guerre 1939-1945 (7e citation). Fait prisonnier le 29 mai 1940, il est déporté en Allemagne puis libéré en décembre. En 1941, il est nommé directeur du service de santé de la région militaire de Paris et coordonnateur de toute la France occupée. Il accède au grade de médecin général. Il est chargé de l’organisation des hôpitaux militaires et de la Croix-Rouge, mais aussi des camps de prisonniers : transports, gestion du personnel médical, approvisionnements. Il se déplace fréquemment pour inspection et il rend compte de son travail au secrétaire d’État. Il est mis à contribution pour la question de la « relève des médecins » prisonniers. Il réussit à mettre à couvert plusieurs médecins juifs et s’arrange pour favoriser l’action de la Résistance. Il accède au grade de médecin général inspecteur en février 1944.
À la Libération, il est dégradé. Après s’être justifié devant une commission d’épuration, il est réhabilité, mais ne retrouvera son rang qu’en 1956. Il obtient sa retraite en mars 1946 et rentre à Grenoble en juillet. Il est nommé vice-président du congrès international pour les maladies professionnelles à Genève, puis président au congrès des aliénistes et neurologistes en 1947. Il ouvre alors à Grenoble un cabinet psychiatrique privé. Pour ses actions auprès de l’Association régionale de sauvegarde de l’enfance et de l’adolescence, il est nommé commandeur de la santé publique en mars 1962.

### Famille
André Fribourg-Blanc avait fait la connaissance de Lida Rudowska une bactériologiste originaire de Pologne, à Paris en 1913, alors qu’elle était encore étudiante (thèse de médecine en 1914). Ils ont dix enfants entre 1917 et 1935 ; mais six d’entre eux meurent en bas âge. Lida Fribourg-Blanc meurt en 1949 après la mort de l'aîné de ses enfants.
André Fribourg-Blanc meurt à son domicile de Grenoble le 13 janvier 1963.

## Recherches
- Le traitement de la paralysie générale par la malariathérapie, qu’il introduit au Val-de-Grâce en septembre 1925. Il publie un ouvrage sur ce sujet : Le Traitement de la paralysie générale et du tabès par la malaria provoquée (Masson - 1929) et expose ses résultats aux congrès médicaux de Québec (1934) et de Liège (1939).
- Une étude sur les conséquences neuropsychiatriques de la guerre dont les résultats sont exposés aux congrès médicaux, entre 1928 et 1932. En s'appuyant sur son expérience passée, il montre l’évolution et les conséquences des blessures du crâne. Ces travaux débouchent sur une loi fixant de nouveaux barèmes pour les pensions d’invalidité. Ils sont étendus à l’étude des psychoses de guerre qui fait l’objet de l’ouvrage : La Folie et la guerre de 1914 - 1918 (Librairie Masson - 1929).
- En prophylaxie mentale, il propose une nouvelle organisation pour déceler les malades mentaux dès l’incorporation : sélection des recrues, aptitude au service, etc. Cela conduit l’État à changer la loi sur les incorporations en 1938. Il contribue aux travaux de coordination entre les médecins militaires et civils.
- Il traite dans La Pratique psychiatrique dans l’armée, publié en 1935, des rôles de l’expert, de l’administration et du tribunal dans le traitement des malades. Il expose les problèmes de déontologie : responsabilité du médecin et du malade, secret médical, emploi des psychotropes/